# Silvana Segura
Silvana Segura (* 6. November 1990) ist eine peruanische Leichtathletin, die sich auf den Weit- und Dreisprung spezialisiert hat, aber auch im Hürdenlauf an den Start geht.

## Sportliche Laufbahn
Erste internationale Erfahrungen sammelte Silvana Segura im Jahr 2012, als sie bei den U23-Südamerikameisterschaften in São Paulo, bei denen sie mit einer Weite von 13,13 m die Bronzemedaille im Dreisprung hinter der Kolumbianerin Giselly Landázury und Yudelsi González aus Venezuela. Zudem belegte sie im Weitsprung mit 5,41 m den achten Platz. Im Jahr darauf erreichte sie bei den Südamerikameisterschaften in Cartagena mit 5,67 m Rang zehn im Weitsprung und wurde im Dreisprung mit 12,71 m Siebte. Anschließend gewann sie bei den Juegos Bolivarianos in Trujillo mit 13,46 m die Silbermedaille hinter der Kolumbianerin Yosiris Urrutia. 2014 belegte sie bei den Südamerikaspielen in Santiago de Chile mit 5,68 m den sechsten Platz im Weitsprung und gewann im Dreisprung mit 13,07 m die Bronzemedaille hinter den Brasilianerinnen Keila Costa und Gisele de Oliveira. Anschließend wurde sie bei den Ibero-Amerikanischen Meisterschaften in São Paulo mit 12,57 m Fünfte im Dreisprung.
2017 belegte sie bei den Südamerikameisterschaften in Luque mit 12,89 m den siebten Platz und erreichte anschließend bei den Juegos Bolivarianos in Santa Marta mit 13,00 m Rang fünf. Im Jahr darauf wurde sie bei den Südamerikaspielen in Cochabamba mit 5,87 m Siebte im Weitsprung und gewann im Dreisprung mit einer Weite von 13,56 m die Silbermedaille hinter der Brasilianerin Núbia Soares. Anschließend erreichte sie bei den Ibero-Amerikanischen Meisterschaften in Trujillo mit 5,96 m Rang sechs im Weitsprung und gewann im Dreisprung mit 13,46 m die Bronzemedaille hinter der Kolumbianerin Urrutia und Susana Costa aus Portugal. 2019 erreichte sie bei den Südamerikameisterschaften in Lima mit 5,66 m den neunten Platz im Weitsprung und wurde im Dreisprung mit 12,70 m Fünfte. Anschließend nahm sie erstmals an den Panamerikanischen Spielen ebendort teil und klassierte sich dort mit 13,27 m auf dem elften Rang. Im Jahr darauf gewann sie bei den erstmals ausgetragenen Hallensüdamerikameisterschaften in Cochabamba mit neuem Hallenrekord von 13,07 m die Bronzemedaille hinter der Ecuadorianerin Liuba Zaldívar und Valeria Quispe aus Bolivien. 2021 belegte sie bei den Südamerikameisterschaften in Guayaquil mit 13,32 m Rang vier und im Jahr darauf gewann sie bei den Hallensüdamerikameisterschaften in Cochabamba mit neuem Landesrekord von 13,31 m die Bronzemedaille hinter der Brasilianerin Gabriele dos Santos und Liuba Zaldívar aus Ecuador.
In den Jahren 2011, 2012 und 2019 wurde Segura peruanische Meisterin im Weitsprung sowie 2012 und 2013 und von 2018 bis 2021 auch im Dreisprung. Zudem siegte sie 2012 auch im 100-Meter-Hürdenlauf.

## Persönliche Bestleistungen
- 100 m Hürden: 15,48 s (−0,6 m/s), 7. Mai 2011 in Lima
- Weitsprung: 6,24 m (−1,9 m/s), 25. März 2018 in Cuenca
- Dreisprung: 13,56 m (+0,2 m/s), 7. Juni 2018 in Cochabamba (peruanischer Rekord)
  - Dreisprung (Halle): 13,31 m, 20. Februar 2022 in Cochabamba (peruanischer Rekord)